# Contest
Contest és un municipi francès situat al departament de Mayenne i a la regió de País del Loira. L'any 2007 tenia 898 habitants.

## Demografia

### Població
El 2007 la població de fet de Contest era de 898 persones. Hi havia 319 famílies de les quals 49 eren unipersonals (20 homes vivint sols i 29 dones vivint soles), 115 parelles sense fills, 143 parelles amb fills i 12 famílies monoparentals amb fills.
La població ha evolucionat segons el següent gràfic:
Habitants censats

### Habitatges
El 2007 hi havia 355 habitatges, 318 eren l'habitatge principal de la família, 22 eren segones residències i 15 estaven desocupats. 353 eren cases i 2 eren apartaments. Dels 318 habitatges principals, 235 estaven ocupats pels seus propietaris, 79 estaven llogats i ocupats pels llogaters i 4 estaven cedits a títol gratuït; 3 tenien dues cambres, 41 en tenien tres, 90 en tenien quatre i 184 en tenien cinc o més. 264 habitatges disposaven pel capbaix d'una plaça de pàrquing. A 114 habitatges hi havia un automòbil i a 196 n'hi havia dos o més.

### Piràmide de població
La piràmide de població per edats i sexe el 2009 era:
| Homes | Edats   | Dones |
| ----- | ------- | ----- |
| 0     | 95 o +  | 0     |
| 0     | 90 a 94 | 0     |
| 0     | 85 a 89 | 0     |
| 4     | 80 a 84 | 0     |
| 8     | 75 a 79 | 12    |
| 16    | 70 a 74 | 12    |
| 12    | 65 a 69 | 16    |
| 20    | 60 a 64 | 20    |
| 28    | 55 a 59 | 12    |
| 24    | 50 a 54 | 48    |
| 24    | 45 a 49 | 20    |
| 12    | 40 a 44 | 16    |
| 44    | 35 a 39 | 16    |
| 40    | 30 a 34 | 36    |
| 24    | 25 a 29 | 24    |
| 24    | 20 a 24 | 16    |
| 20    | 15 a 19 | 8     |
| 12    | 10 a 14 | 32    |
| 28    | 5 a 9   | 48    |
| 16    | 0 a 4   | 36    |

## Economia
El 2007 la població en edat de treballar era de 573 persones, 466 eren actives i 107 eren inactives. De les 466 persones actives 436 estaven ocupades (230 homes i 206 dones) i 29 estaven aturades (10 homes i 19 dones). De les 107 persones inactives 41 estaven jubilades, 41 estaven estudiant i 25 estaven classificades com a «altres inactius».

### Ingressos
El 2009 a Contest hi havia 322 unitats fiscals que integraven 923 persones, la mediana anual d'ingressos fiscals per persona era de 17.209 €.

### Activitats econòmiques
Dels 24 establiments que hi havia el 2007, 1 era d'una empresa extractiva, 1 d'una empresa alimentària, 1 d'una empresa de fabricació d'altres productes industrials, 10 d'empreses de construcció, 1 d'una empresa de comerç i reparació d'automòbils, 2 d'empreses d'hostatgeria i restauració, 1 d'una empresa d'informació i comunicació, 1 d'una empresa immobiliària, 2 d'empreses de serveis, 1 d'una entitat de l'administració pública i 3 d'empreses classificades com a «altres activitats de serveis».
Dels 12 establiments de servei als particulars que hi havia el 2009, 2 eren paletes, 1 guixaire pintor, 2 fusteries, 5 lampisteries i 2 perruqueries.
L'únic establiment comercial que hi havia el 2009 era una fleca.
L'any 2000 a Contest hi havia 41 explotacions agrícoles que ocupaven un total de 1.952 hectàrees.

## Equipaments sanitaris i escolars
El 2009 hi havia 2 escoles elementals.

## Poblacions més properes
El següent diagrama mostra les poblacions més properes.